# Cratere Boleyn
Boleyn  è un cratere sulla superficie di Venere. Deve il suo nome ad Anna Bolena, regina consorte di Inghilterra e Irlanda dal 1533 al 1536. 